# گووژجانکا
گووژجانکا (به لاتین: Gwoździanka) یک روستا در لهستان است که در گمینا نگبلتس واقع شده‌است.